# 六義士
六義士一詞用以統稱1983年5月5日自中國大陸劫持民航機降落韓國漢城（今首爾）、春川駐韓美軍基地，並被中華民國政府稱為「反共義士」的卓長仁、姜洪軍、高東萍、王豔大、安建偉及吳雲飛6人。韓國當時以違反國際反劫機公約與國內法的罪名判處徒刑，將其羈押一年三個月後驅逐出境、遣送到台灣。該航機原是由瀋陽飛往上海的中國民航296號霍克薛利三叉戟型客機。機上有9名機組人員、96名乘客，其中3名日本人。
兩天後，中華人民共和國政府派民航總局局長沈圖到漢城交涉人機交還問題，促成了韓國與中國大陸官方的第一次正式接觸。為中韓雙方外交關係動搖揭開序幕。
後來在台灣，卓長仁、姜洪軍與施小寧（同为“反共義士”，於1985年9月30日以駕船方式投誠）因投資失敗，涉嫌於1991年8月16日綁架並殺害國泰醫院前副院長王欲明之獨子王俊傑，而分別被判處死刑和無期徒刑。卓、姜2人於2001年8月10日遭处槍決，結束生命。
2011年報導，高東萍獨力撫養與卓長仁結婚後所生下的小孩。王豔大是生化公司負責人，安建偉於台北市立社會教育館、台北體院擔任公務員，吳雲飛任職於台湾電力公司。
2014年8月13日，高東萍卒於台北，同年8月20日，她的遺體告別儀式在臺北第二殯儀館舉行。